# Alfred Jodl

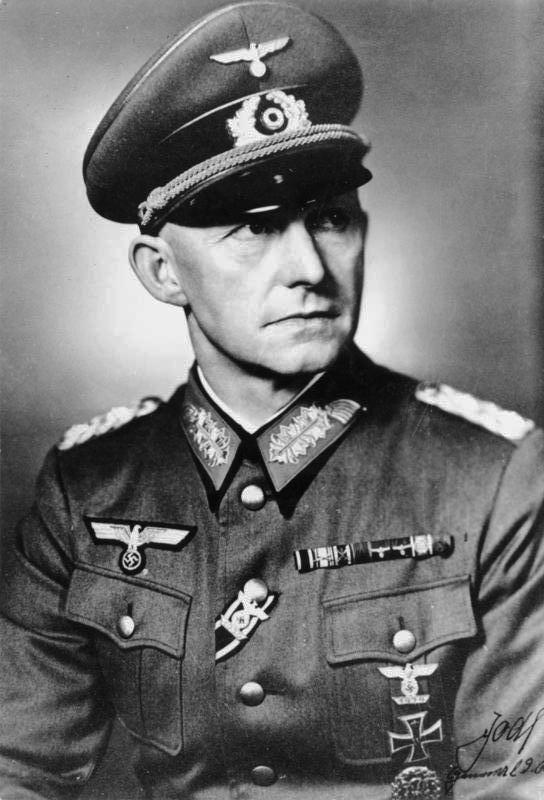
Alfred Jodl (1940)

Alfred Josef Ferdinand Jodl, vor 1899 Alfred Josef Baumgärtler (* 10. Mai 1890 in Würzburg; † 16. Oktober 1946 in Nürnberg), war ein deutscher Heeresoffizier (ab 1944 Generaloberst). Während des Zweiten Weltkrieges war er als Chef des Wehrmachtführungsstabs im Oberkommando der Wehrmacht an führender Stelle an der Planung der deutschen Militäroperationen beteiligt.
Alfred Jodl gehörte zu den 24 im Nürnberger Prozess gegen die Hauptkriegsverbrecher vor dem Internationalen Militärgerichtshof angeklagten Personen. Er wurde am 1. Oktober 1946 in allen vier Anklagepunkten schuldig gesprochen, zum Tod durch den Strang verurteilt und mit neun weiteren Verurteilten am 16. Oktober 1946 in Nürnberg hingerichtet.

## Leben

### Familie
Alfreds Familie entstammte ursprünglich aus Tirol, lebte aber in Bayern. Jodls Eltern waren Alfred und Therese. Die Vorfahren von Therese kamen aus Franken. Als Soldat kommandierte Alfred eine Batterie des Königlichen Bayrischen 2. Feldartillerie-Regiments. Er dachte „großdeutsch“ und „nationalliberal“. Die ersten drei Töchter des Paares erreichten nicht das Kindesalter. Am 10. Mai 1890 wurde in Würzburg schließlich ihr Sohn Alfred geboren. Sechs Jahre später bekamen sie einen weiteren Sohn namens Ferdinand. In dieser Zeit lebten die Eltern unverheiratet zusammen, da Therese in Alfreds Regiment als „nicht standesgemäß“ galt. Um ihr Verhältnis zu legalisieren, musste Alfred Jodl aus dem Militärdienst zuletzt als Oberst ausscheiden. Das Paar heiratete schließlich 1899.
Am 23. September 1913 heiratete Jodl Irma Pauline Karoline Gräfin von Bullion (* 16. August 1885), mit der er bis zu ihrem Tod am 18. April 1944 verheiratet war. Sie war die älteste Schwester von Konrad und Gertraud von Bullion. Am 7. April 1945 heiratete er Luise Katharina von Benda (* 10. September 1905, † 26. Januar 1998), eine enge Freundin seiner ersten Frau. Beide Ehen blieben kinderlos.

### Königreich Bayern und Erster Weltkrieg
Alfred Jodl besuchte ab 1895 Volksschulen in Landau in der Pfalz und ab 1899 in München. Nachdem er bis zu seinem 13. Lebensjahr das Theresien-Gymnasium München besucht hatte, trat Jodl im Jahr 1903 in das Kadettenkorps in München ein. Das Abitur bestand er aufgrund schwankender Leistungen erst im Jahr 1910 im Alter von 20 Jahren, als einer der Besten seines Jahrgangs.
Im Juli desselben Jahres trat Jodl als Fähnrich in das 4. Feldartillerie-Regiment „König“ der Bayerischen Armee in Augsburg ein. Von 1911 bis 1912 wurde er auf die Kriegsschule München kommandiert und nach seiner Rückkehr am 28. Oktober 1912 zum Leutnant ernannt.
Zu Beginn des Ersten Weltkrieges nahm Jodl mit seiner Einheit an der Schlacht bei Saarburg teil (20. August 1914) und wurde am 24. August 1914 am Oberschenkel verwundet. Jodl bekam daraufhin das Eiserne Kreuz II. Klasse verliehen. Erst im März 1915 konnte Jodl zur Truppe zurückkehren. Im Jahr 1916 wurde Jodl zum Oberleutnant befördert und gegen Jahresende an die Ostfront versetzt. Dort wurde er im Jahr 1917 Batteriekommandant im 72. k. ungarischen Feldkanonen-Regiment. Zu Jahresanfang 1918 wurde er als Generalstabsoffizier wieder an die Westfront versetzt. Dort bekam Jodl am 3. Mai das Eiserne Kreuz I. Klasse verliehen.

### Weimarer Republik

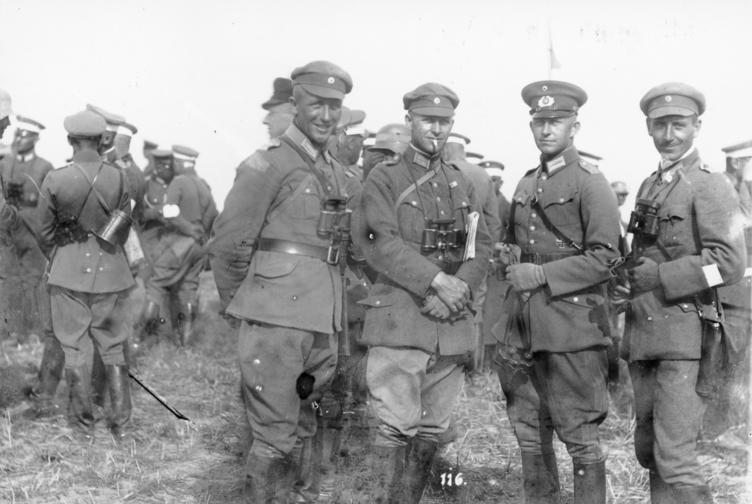
Alfred Jodl (Zweiter von rechts) neben seinem Bruder Ferdinand (Dritter von rechts) bei einem Manöver der 7. Division (1926)

Nach dem Waffenstillstand von Compiègne blieb Jodl in der Armee. Im Juni 1919 wurde er Batterieführer im leichten Artillerie-Regiment 22 der Vorläufigen Reichswehr und am 1. Oktober 1919 zum Reichswehr-Artillerie-Regiment 21 nach Landsberg am Lech versetzt. 1921 wurde Jodl zum Hauptmann befördert; anschließend nahm er am Führergehilfenlehrgang I in München teil. Er war einer der zehn Jahrgangsbesten und anschließend Chef der 4. Gebirgs-Batterie im 7. (Bayerischen) Artillerie-Regiment.
Am 1. Oktober 1923 erfolgte eine weitere Kommandierung zum Führergehilfenlehrgang II nach Berlin. Im Mai 1924 wurde Jodl ins Reichswehrministerium nach Berlin versetzt und im Oktober als Stabsoffizier zur 7. (Bayerischen) Division nach München abkommandiert, wo er bis zum Oktober 1927 tätig war.
Mit dem 1. Oktober 1927 wurde er Chef der 5. Batterie des 7. (Bayerisches) Artillerie-Regiments. Von 1928 bis 1932 war er Lehrer für Taktik und Kriegsgeschichte. Am 1. Februar 1932 wurde er zum Major befördert und am 1. Juni 1932 zum Gruppenleiter in der Operationsabteilung im Truppenamt des Reichswehrministeriums ernannt.

### Zeit des Nationalsozialismus

#### Vorkriegszeit
Am 20. Juni 1935 wurde Jodl Chef der Abteilung Landesverteidigung im Wehrmachtführungsamt (WFA); am 1. August 1935 erfolgte die Beförderung zum Oberst. In Bischofswiesen-Stanggaß, dem Ort, in dem die Reichskanzlei Dienststelle Berchtesgaden erbaut wurde, hielt sich Jodl gelegentlich auf, wenn Adolf Hitler auf dem Berghof weilte.
Im Februar/März 1938 wurde in der Folge der Blomberg-Fritsch-Krise die Wehrmachtspitze neu gegliedert und das Oberkommando der Wehrmacht (OKW) gegründet, das mit zuverlässigen Nationalsozialisten besetzt wurde. Das Wehrmachtführungsamt (WFA) mit Jodl als neuem Chef war nun Teil des OKW und unterstand dessen Chef, General der Artillerie Wilhelm Keitel, direkt. Turnusgemäß wurde Jodl am 1. Oktober 1938 von seiner bisherigen Stabsstelle auf ein Truppenkommando als Artilleriekommandeur der 44. Infanterie-Division versetzt. Jodls bisheriger Stellvertreter als Chef des WFA, Walter Warlimont, übernahm Jodls Aufgaben.
Nach einem halben Jahr im Truppendienst wurde Jodl am 1. April 1939 zum Generalmajor ernannt. Es war vorgesehen, dass er im Oktober 1939 als Kommandeur die 4. Gebirgs-Division übernehmen sollte. Aufgrund der für ihn bis zum 30. September 1939 geltenden Mobilmachungsorder wurde er aber noch vor der Ernennung zum Divisionskommandeur am 23. August 1939 auf seine alte Stellung als Chef des Wehrmachtführungsamtes (ab 1940 Wehrmachtführungsstab) zurückberufen.

#### Zweiter Weltkrieg

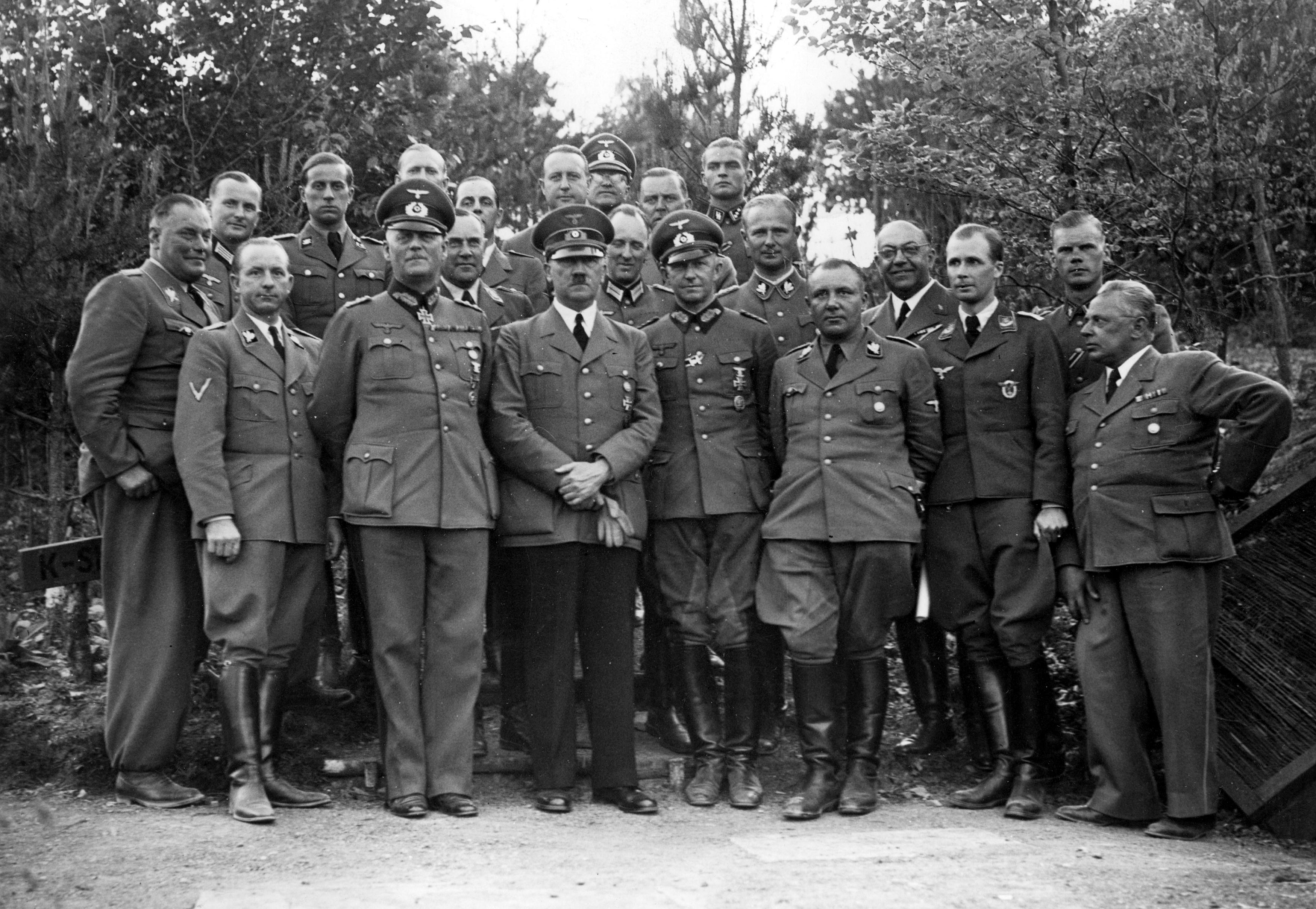
Hitlers Stab 1940 mit Jodl (rechts neben Hitler)

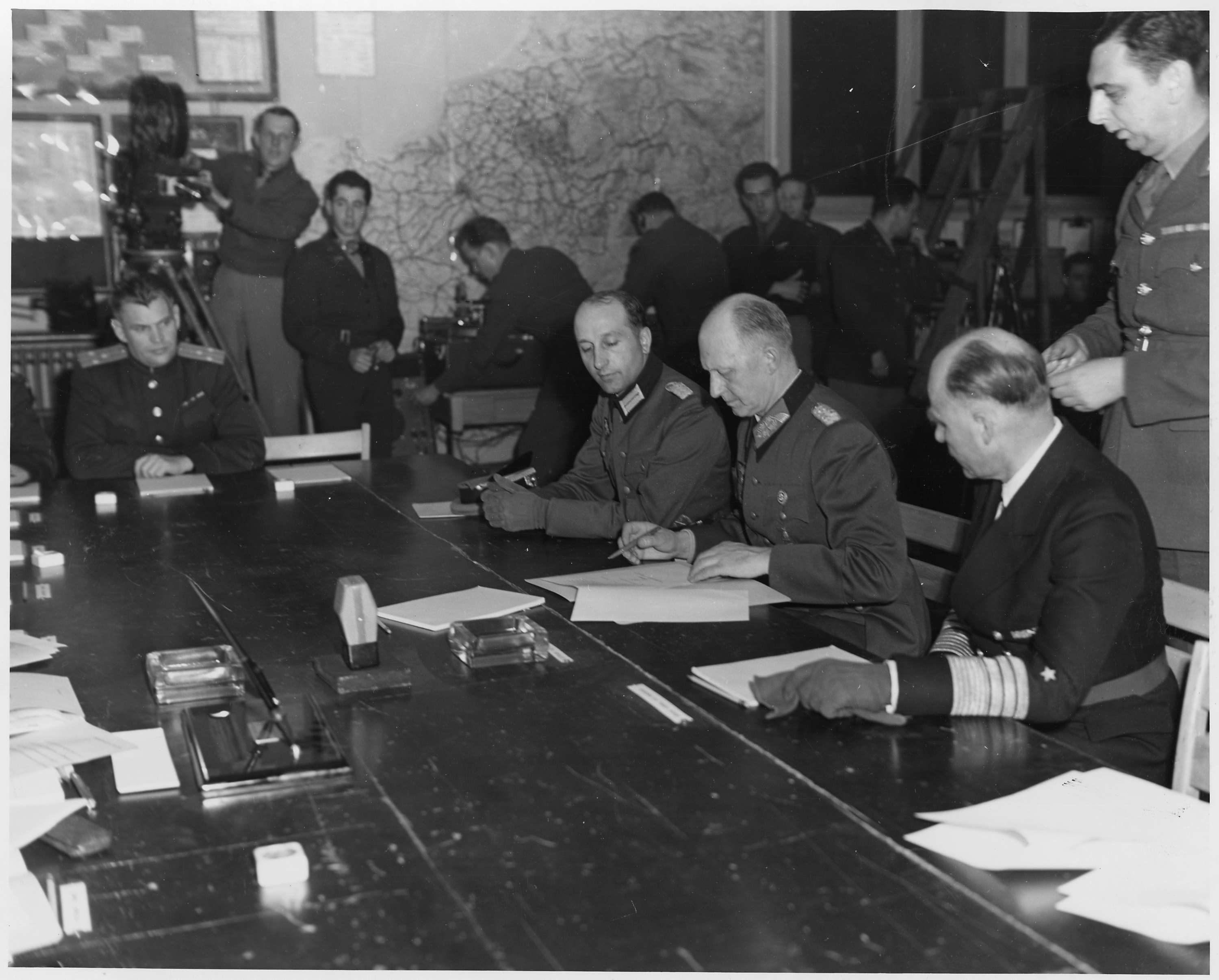
Generaloberst Jodl unterzeichnet in Reims die bedingungslose Kapitulation der Wehrmacht (7. Mai 1945)

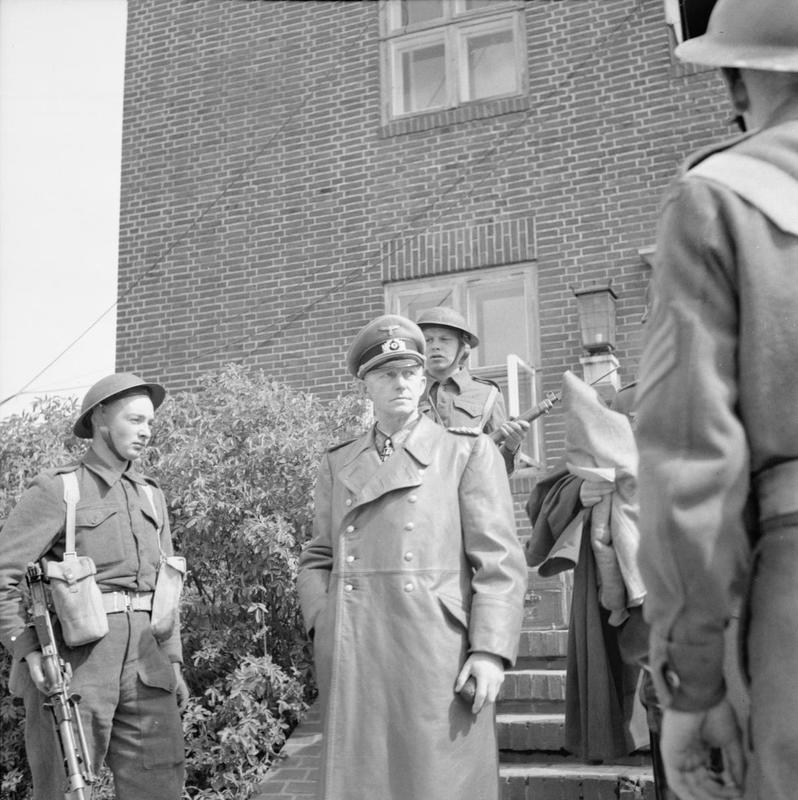
Die Verhaftung von Jodl am 23. Mai 1945 bei der Sportschule in Flensburg-Mürwik, die sich am Rande der Marineschule Mürwik befindet

Zu Beginn des Krieges gegen Polen traf Jodl während einer Frontfahrt in einem Sonderzug am 3. September 1939 erstmals persönlich mit Adolf Hitler zusammen.
Während der Krieg gegen Polen allein vom Oberkommando des Heeres (OKH) geplant worden war, wurde der Angriff auf Dänemark und Norwegen wegen der eher skeptischen Haltung im OKH im Zusammenhang mit dem Westfeldzug auf Hitlers Anordnung hin vom OKW unter Jodl geplant. Auch später waren alle Operationen im Westen und in Nordafrika so genannte OKW-Kriegsschauplätze, lediglich die Ostfront blieb operativ unter der Kontrolle des OKH.
Bei der großen Beförderungswelle nach dem Sieg über Frankreich wurde Jodl am 19. Juli 1940 zum General der Artillerie befördert, wobei er den Rang des Generalleutnants übersprang.
In der Folgezeit war Jodl bald mit der Ausarbeitung von Plänen für einen Feldzug gegen die Sowjetunion beschäftigt. Die Weisung Nr. 21 vom 18. Dezember 1940, die unter dem Tarnnamen Fall Barbarossa den Angriff auf die UdSSR skizzierte, stammte maßgeblich von Jodl und seinen Mitarbeitern im Wehrmachtführungsstab. Jodl war auch an der Abfassung des völkerrechtswidrigen Kommissarbefehls beteiligt, der insbesondere anordnet: „Diese Kommissare [i. e. „politische Kommissare als Organe der feindlichen Truppe“] werden nicht als Soldaten anerkannt; der für Kriegsgefangene völkerrechtlich geltende Schutz findet auf sie keine Anwendung. Sie sind nach durchgeführter Absonderung zu erledigen.“ Im März 1941 sprach sich Jodl dafür aus, dass bei dem geplanten Feldzug die der SS unterstehenden Einsatzgruppen sowjetische Kommissare und „Bolschewistenhäuptlinge“ im Operationsgebiet ohne Verzögerung „unschädlich“ zu machen hätten (siehe Kommissarbefehl). Tatsächlich verübten die Einsatzgruppen im Deutsch-Sowjetischen Krieg Verbrechen unvorstellbaren Ausmaßes.
Im Verlauf der deutschen Sommeroffensive 1942 (Fall Blau) gab es wiederholt Unstimmigkeiten zwischen Jodl und Hitler. Bereits in der Planungsphase hielt Jodl die vorgesehenen Kräfte für zu schwach, um die weitgesteckten Ziele erreichen zu können. Hitlers Eingriff in die Operationsplanung und die damit verbundene Aufteilung der Heeresgruppe Süd Anfang Juli kritisierte er heftig („Aufsplitterung der Kräfte“), aber letztlich erfolglos. Als der deutsche Angriff im Vorfeld des Kaukasus festgefahren war, stellte sich Jodl gegen Hitlers Vorwurf, die Befehlshaber vor Ort hätten die Situation verschuldet; diese hätten lediglich Hitlers Befehle befolgt. Angesichts dieser offenen Konfrontation plante Hitler Jodls Ablösung durch General Friedrich Paulus, sobald dieser Stalingrad erobert haben würde. Nach außen verbarg Jodl den Konflikt und lobte Hitler ausdrücklich für dessen strategische Weitsicht. In einem Vortrag zur strategischen Lage am 7. November 1943 in München vor den Reichs- und Gauleitern nannte er als das „natürliche Empfinden des Volkes, dass es in diesem Kriege nur den Kampf bis zum Letzten gibt. Kapitulation ist das Ende der Nation, ist das Ende Deutschlands.“ Das Vertrauen auf den Endsieg sei ungebrochen und werde dadurch gerechtfertigt, dass „das Genie an der Spitze der Führung“ stehe. Ab November 1942 war bis Ende Februar 1945 Heinz Waizenegger sein Adjutant.
Am 30. Januar 1943 erhielt Jodl gleichwohl das Goldene Parteiabzeichen der NSDAP. Seine NSDAP-Mitgliedsnummer war 9.640.812.
Jodl war auch an den Deportationen der europäischen Juden in die Vernichtungslager beteiligt. So vermerkte Jodl im Herbst 1943 auf einem Schreiben des deutschen Wehrmachtbefehlshabers in Dänemark, Hermann von Hanneken, der den militärischen Ausnahmezustand nicht als Vorwand für Judendeportationen missbraucht sehen wollte: „Geschwätz. Es geht um staatliche Notwendigkeiten.“
Am 30. Januar 1944, dem Jahrestag der Machtergreifung des NS-Regimes, wurde Jodl zum Generaloberst befördert. Am 18. April 1944 starb seine Ehefrau Irma in Königsberg. Beim Attentat vom 20. Juli 1944 auf Hitler wurde Jodl leicht verletzt. Am 7. April 1945 heiratete Jodl Luise Katharina von Benda (1905–1998), eine Freundin seiner ersten Frau und ehemalige Sekretärin im OKH. Auch diese Ehe blieb kinderlos.
Am 28. Oktober 1944 befahl er die vollständige und rücksichtslose Deportation (Evakuierung) der norwegischen Bevölkerung und die Zerstörung aller Unterkünfte ostwärts des Lyngenfjords im Zuge des Unternehmens Nordlicht. Der Befehl wurde an den meisten Orten mit der befohlenen Härte und Gründlichkeit durchgeführt und bewirkte die größte Wanderungsbewegung und Zerstörungen auf norwegischem Boden. Der Befehl wurde im Nürnberger Prozess gegen die Hauptkriegsverbrecher in der Urteilsbegründung des Gerichts als einer der Fälle gewertet, in denen Jodl Kriegsverbrechen und Verbrechen gegen die Menschlichkeit begangen habe.

### Kriegsende und Nürnberger Prozess

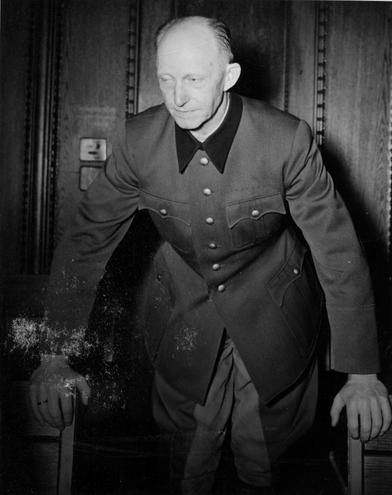
Der 56-jährige Jodl als Angeklagter bei den Nürnberger Prozessen (1946)

Am Tag vor der Kapitulation bekam Jodl von Großadmiral Karl Dönitz am 6. Mai 1945 das Ritterkreuz des Eisernen Kreuzes verliehen. In den frühen Morgenstunden des 7. Mai unterzeichnete Jodl im Hauptquartier der westlichen alliierten Streitkräfte in Reims die bedingungslose Kapitulation der Wehrmacht, am 8. Mai ratifiziert durch das Oberkommando der Wehrmacht (OKW) sowie die Oberbefehlshaber von Heer, Luftwaffe und Kriegsmarine in Berlin-Karlshorst.
Nachdem Generalfeldmarschall Wilhelm Keitel am 13. Mai 1945 von den Alliierten verhaftet worden war, wurde Jodl mit der Wahrnehmung der Geschäfte des OKW beauftragt. Am 15. Mai 1945 benutzte er die Präventivkriegsthese zur Rechtfertigung gegenüber erwarteten Anklagen der Siegermächte:

„Wir haben […] den Angriff gegen Rußland nicht geführt, weil wir den Raum haben wollten, sondern weil Tag für Tag der Aufmarsch der Russen gewaltig weiterging und zum Schluß zu ultimativen Forderungen geführt hätte.“

Am 23. Mai 1945 wurde Jodl im Sonderbereich Mürwik zusammen mit den Mitgliedern der geschäftsführenden Reichsregierung von britischen Truppen verhaftet und im Kriegsgefangenenlager Nr. 32 (Camp Ashcan) im luxemburgischen Bad Mondorf zusammen mit anderen Wehrmachtsangehörigen und NSDAP-Angehörigen interniert, bevor er ins Zellengefängnis Nürnberg überstellt wurde.
Im Nürnberger Kriegsverbrecherprozess wurde Jodl in allen vier Punkten angeklagt und schließlich – nach fast einem Jahr Verhandlungsdauer – auch in allen vier Anklagepunkten schuldig gesprochen und zum Tode verurteilt. Dieses Urteil war auch unter den Alliierten umstritten und wurde vom französischen Richter Henri Donnedieu de Vabres als Fehlurteil bezeichnet. Die Verteidigung übernahmen die Professoren Franz Exner und Hermann Jahrreiß. Der Antrag von Jodls Verteidigern, nicht durch den Strang, sondern durch ein Erschießungskommando hingerichtet zu werden, wurde – ebenso wie entsprechende Anträge Keitels und Görings – abgelehnt.
Am 16. Oktober 1946 wurde Alfred Jodl in Nürnberg zusammen mit neun weiteren Verurteilten im Nürnberger Justizgefängnis durch Hängen hingerichtet. Der Leichnam wurde im Städtischen Krematorium auf dem Münchner Ostfriedhof eingeäschert und die Asche am 17. Oktober in den Wenzbach, einen Zufluss der Isar, gestreut.

## Nach dem Zweiten Weltkrieg

### Spruchkammerverfahren
1953 ordnete der bayerische Minister für politische Befreiung Otto Weinkamm ein Spruchkammerverfahren gegen Jodls Nachlass an. Gem. Art. 37 des Gesetzes zur Befreiung von Nationalsozialismus und Militarismus (sog. Befreiungsgesetz) konnte ein Verfahren zur ganzen oder teilweisen Einziehung des im Lande gelegenen Nachlasses durchgeführt werden, wenn der Betroffene als Hauptschuldiger oder Belasteter im Sinne des Befreiungsgesetzes anzusehen war. Ungeachtet seiner Verurteilung als Kriegsverbrecher im Nürnberger Hauptkriegsverbrecherprozess entschied die Spruchkammer unter Vorsitz eines Berliner Rechtsanwalts, von der Einziehung des Nachlasses abzusehen, da Jodl zu Lebzeiten von der Spruchkammer weder als Hauptschuldiger noch als Belasteter eingestuft worden wäre. Der öffentliche Kläger verzichtete auf Rechtsmittel, woraufhin der Spruch am 2. März 1953 rechtskräftig wurde.
Die Entscheidung der Hauptspruchkammer wurde jedoch von den US-amerikanischen Besatzungsbehörden nicht hingenommen. Der Hohe Kommissar der Vereinigten Staaten erreichte mit der Begründung, die Spruchkammer verstoße gegen das Urteil des Internationalen Militärgerichtshofs, dass Minister Weinkamm im Mai 1953 eine Wiederaufnahme des Verfahrens anordnete.
Nach Intervention von Jodls Witwe deutete die US-amerikanische Seite an, sie könne sich gegebenenfalls auf das Gesetz der Alliierten Hohen Kommission Nr. 13 betreffend die alliierten Vorbehaltsrechte auf dem Gebiet der deutschen Strafrechtspflege berufen. Nach Art. 3 des Gesetzes Nr. 13 war es den deutschen Behörden verwehrt, sich in Widerspruch zu einer Entscheidung der Besatzungsbehörden zu setzen und etwa das Nürnberger Urteil zu revidieren. Würden die amerikanischen Behörden die Entscheidung an sich ziehen, Jodl selbst einstufen und über seine Verantwortlichkeit und Heranziehung zu Sühnemaßnahmen entscheiden, werde die Entscheidung sicher nicht zugunsten Jodls bzw. seiner Witwe ausfallen.
Schließlich einigten sich Luise Jodls Anwalt und ein Vertreter der US-Amerikaner dahingehend, den Nachlass freizugeben und der Witwe Anspruch auf Versorgungsbezüge zu gewähren, ohne dass die US-Seite das Urteil von Nürnberg dadurch beeinträchtigt sah.

### Scheingrab

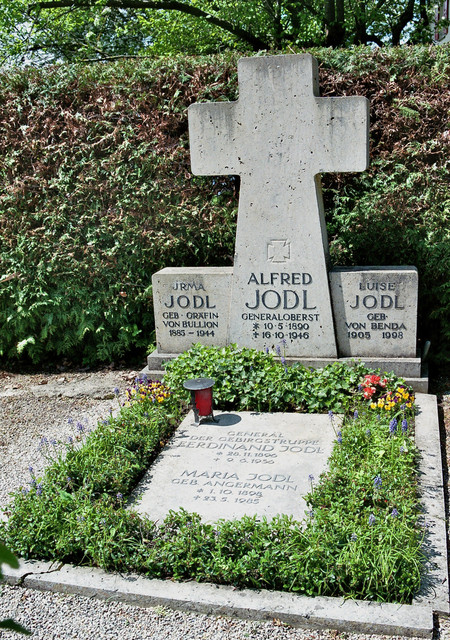
Scheingrab Jodls an der Grabstätte seiner beiden Ehefrauen auf der Fraueninsel im Chiemsee 2013.

Für Jodl hatte das Anwesen seiner Familie in Gstadt am Chiemsee eine große emotionale Bedeutung. Auf dem Gemeindefriedhof der nahen Fraueninsel erinnert an Jodl zwischen den Gräbern seiner Ehefrauen ein Scheingrab in Gestalt eines großen mittig positionierten Steinkreuzes mit seinem Namenszug, seinem militärischen Rang und seinen Lebensdaten im unteren Bereich.
In den Jahren 2015 und 2016 war das Kenotaph mehrmals Gegenstand von Protestaktionen des Münchner Künstlers Wolfram Kastner. Unter anderem übergoss er am 2. September 2016 den unteren Bereich großflächig mit roter Farbe. Anfang Dezember 2018 verurteilte das Landgericht München Kastner in zweiter Instanz zum Ersatz der Reinigungskosten. Kastner habe bei seinen Aktionen die Substanz des Steinkreuzes beschädigt. Die Kunstfreiheit müsse hinter dem Eigentumsgrundrecht zurücktreten. Die dagegen von Kastner eingelegte Verfassungsbeschwerde hat das Bundesverfassungsgericht mit Beschluss vom 30. März 2021 nicht zur Entscheidung angenommen.
Die gesamte Grabstelle sollte auf Wunsch der Gemeindeverwaltung und einzelner Inselbewohner mit Ablauf des Grabnutzungsrechts im Januar 2018 aufgelöst werden. Auf eine Klage noch lebender Grabberechtigter wurde die Gemeinde mit Urteil des Verwaltungsgerichts München vom 26. März 2019 jedoch verpflichtet, das Grabnutzungsrecht um 20 Jahre zu verlängern. Zur Wahrung der Friedhofsruhe habe sich der Kläger bereit erklärt, den „Stein des Anstoßes“, nämlich den Namenszug und die Lebensdaten Alfred Jodls zu entfernen und somit „alles getan, um selbst einen etwaigen Anschein einer Gedenkstätte zu beseitigen und das Grab zum Gedenken an die dort tatsächlich bestatteten Verstorbenen zu erhalten.“
Mittlerweile verdeckt ein vor dem Steinkreuz gepflanztes Lebensbäumchen und eine darüber befindliche Steinplatte den Namenszug Jodls.